# ذبابة الجزر
ذبابة الجزر (الاسم العلمي: Chamaepsila rosae) هي أحد أنواع الحشرات من رتبة ذوات الجناحين تصيب الحدائق والمزارع، وتؤثر بشكل أساسي على محصول الجزر والبقدونس والكرفس. 

## أعراض الإصابة
يحدث الضرر بسبب اليرقات البيضاء الصغيرة التي تحفر في الجذور النامية.
تتحول هذه الأنفاق بسرعة إلى اللون البني وتفسد المحصول.
تذبل أوراق الشجر ويتغير لونها وتتحول الأوراق إلى اللون الأحمر الصدئ مع بعض الاصفرار، تظهر أنفاق بنية صدئة تحت الجلد الخارجي للجذور الناضجة.

## الوقاية
تغطية النباتات النامية باستخدام Horticultural fleece (صوف البستنة)، وتجنب تقليل كثافة المحاصيل، زراعة بذور مقاومة.